# Парк Героев-Пожарных
Парк Геро́ев-Пожа́рных — парк в Санкт-Петербурге, в историческом районе Купчино (административный Фрунзенский район). Территория парка ограничена улицей Димитрова и территорией бывшего антенного поля с юга, Бухарестской улицей с запада, Софийской улицей с востока, Южным шоссе и жилым комплексом «София» с севера. Заложен в 2018 году на основе рекреационной зоны на месте глиняных карьеров бывшего Кирпичного завода, на месте которых образовалось 6 прудов. Площадь парка составляет 54,56 гектара. Открыт 26 сентября 2019 года. 15 декабря 2023 года в парке был торжественно открыт памятник спасателям.
В западной части примыкает к соседнему Парку Интернационалистов через Южное шоссе. Далее к востоку парки разделяет крупный жилой комплекс «София», построенный на месте бывшего кирпичного завода в 2010-х гг.